# Tony Fletcher
Tony Fletcher (* 27. dubna 1964) je hudební publicista známý především biografiemi o bubeníku Keithi Moonovi a kapele R.E.M.

## Jamming!
Fletcher se narodil v Yorkshireu. Inspiroval se londýnským punk rockovým hnutím a jako třináctiletý založil fanzin, který pojmenoval Jamming!. Časpopis byl založený v roce 1977, kdy ho Fletcher tiskl ještě ve škole, ale páté vydání v roce 1978, které obsahovalo rozhovory s Paulem Wellerem, Adamem Antem a Johnem Peelem, bylo tištěno již profesionálně a mělo širší distribuci. V letech 1979-84 časopis vydávala a částečně distribuovala firma Better Badges. Mezi roky 1978-83 fanzin obsahoval rozhovory s umělci jako Pete Townshend, Dexys Midnight Runners, The Damned, The Jam, Bill Nelson, Crass, Dead Kennedys a další. V září 1983 se z časopisu stal dvouměsíčník a později měsíčník. V tomto pozdějším období obsahoval umělce jako The Smiths, U2, Billy Bragg, Cocteau Twins, Echo & the Bunnymen, R.E.M., The Specials, Everything But the Girl, Madness a další. V lednu 1986, po 36 vydáních, Jamming! skončil.

## Kariéra v médiích
Úspěch s Jamming! přinesl Fletcherovi více příležitostí, jako byl například velký rozhovor s Paulem McCartneym v roce 1982. Moderoval různé televizní pořady a získal si kontakty na post-punkové osobnosti včetně Paula Wellera nebo Echo & the Bunnymen, kteří byli námětem jeho první knihy vydané v roce 1987.

## New York
V New Yorku se Fletcher proslavil jako DJ, klubový promotér a konzultant hudebního průmyslu. Zde se začal plně věnovat moderní hudební historii, napsal knihu o hudbě The Clash a biografie R.E.M. a Keithe Moona.
S nástupem internetu v 90. letech založil web iJamming.net. V roce 2010 vydal studii o hudbě v New Yorku ve 20. století.
V září 2012 byla vydána jeho biografie The Smiths A Light That Never Goes Out: The Enduring Saga of the Smiths.
4. července 2013 vydal William Heinemann Fletcherovy memoáry o mládí v Londýně.

## Soukromý život
Fletcher je ženatý s Posie Strenz a má dvě děti. Žije na severu New Yorku.

## Knihy
- Never Stop: The Echo and the Bunnymen Story
- Remarks Remade – The Story of R.E.M.
- Dear Boy: The Life of Keith Moon (vydáno ve Spojeném království. Americký název je Moon (The Life and Death of a Rock Legend))
- Hedonism – A Novel
- The Clash: An Essential Guide to Their Music
- All Hopped Up and Ready To Go: Music from the Streets of New York 1927-77
- A Light That Never Goes Out: The Enduring Saga of The Smiths (2012)
- Boy About Town (2013)[3]